# Famara Diédhiou
Famara Diédhiou (ur. 15 grudnia 1992 w Saint-Louis) – senegalski piłkarz grający na pozycji napastnika.

## Kariera piłkarska
Swoją karierę piłkarską Diédhiou rozpoczął w klubie ASC Diaraf z Dakaru. W 2010 roku zadebiutował w jego barwach w senegalskiej pierwszej lidze. W ASC Diaraf grał przez rok i wywalczył wicemistrzostwo Senegalu w sezonie 2010/2011.
W 2011 roku Diédhiou przeszedł do francuskiego czwartoligowego klubu ASM Belfort. W 2012 roku odszedł do SAS Épinal. Zadebiutował w nim 18 sierpnia 2012 w wygranym 2:0 domowym meczu z CA Bastia. W SAS Épinal spędził rok.
W 2013 roku Diédhiou trafił do Gazélec Ajaccio. Swój debiut w nim zanotował 9 sierpnia 2013 w zwycięskim 2:1 wyjazdowym spotkaniu z USJA Carquefou. W sezonie 2013/2014 awansował z Gazélec z Championnat National do Ligue 2.
Latem 2014 roku Diédhiou został piłkarzem drugoligowego FC Sochaux-Montbéliard. Zadebiutował w nim 2 sierpnia 2014 w przegranym 0:1 domowym meczu z US Orléans. W 2015 wypożyczono go do Clermont Foot, w którym swój debiut zanotował 6 lutego 2015 w meczu z Chamois Niortais FC (1:1). W Clermont Foot grał przez półtora roku.
Latem 2016 roku Diédhiou został zawodnikiem Angers SCO. Swój debiut w nim zaliczył 5 listopada 2016 w wygranym 1:0 domowym meczu z Lille OSC. W debiucie zdobył gola.
| Sezon   | Klub                   | Kraj    | Rozgrywki            | Mecze | Gole |
| ------- | ---------------------- | ------- | -------------------- | ----- | ---- |
| 2010/11 | ASC Diaraf             | Senegal | Championnat National | ?     | ?    |
| 2011/12 | ASM Belfort            | Francja | CFA                  | 11    | 3    |
| 2012/13 | SAS Épinal             | Francja | Championnat National | 30    | 12   |
| 2013/14 | Gazélec Ajaccio        | Francja | Championnat National | 33    | 13   |
| 2014/15 | FC Sochaux-Montbéliard | Francja | Ligue 2              | 13    | 1    |
| 2014/15 | Clermont Foot          | Francja | Ligue 2              | 14    | 2    |
| 2015/16 | Clermont Foot          | Francja | Ligue 2              | 36    | 21   |
| 2016/17 | Angers SCO             | Francja | Ligue 1              | 31    | 8    |
| 2017/18 | Bristol City           | Anglia  | Championship         | 32    | 13   |
| 2018/19 | Bristol City           | Anglia  | Championship         | 41    | 13   |
| 2019/20 | Bristol City           | Anglia  | Championship         |       |      |

## Kariera reprezentacyjna
W reprezentacji Senegalu Diédhiou zadebiutował 31 maja 2014 roku w zremisowanym 2:2 towarzyskim meczu z Kolumbią.